# Tanaorhinus confuciaria
Tanaorhinus confuciaria là một loài bướm đêm trong họ Geometridae.